# Foreigner (альбом)
Foreigner — дебютный студийный альбом американской хард-рок-группы Foreigner, выпущенный 8 марта 1977 года. Записанный альбом представлял собой тяжёлое звучание хард-роковых песен и тяжёлых рок-баллад. Хитами стали песни «Cold as Ice» и «Feels Like the First Time».
Альбом достиг максимального уровня продаж в США и ему был присвоен пятикратно-платиновый статус от RIAA за тираж более 5 000 000 экземпляров в ноябре 2000 года. В 2001 году в Австралии альбом стал платиновым.

## Список композиций
1. «Feels Like the First Time» (Джонс) — 3:49
2. «Cold as Ice» (Грэмм, Джонс) — 3:19
3. «Starrider» (Гринвуд, Джонс) — 4:01
4. «Headknocker» (Грэмм, Джонс) — 2:58
5. «The Damage Is Done» (Грэмм, Джонс) — 4:15
6. «Long, Long Way from Home» (Грэмм, Джонс, Макдональд) — 2:53
7. «Woman Oh Woman» (Джонс) — 3:49
8. «At War With the World» (Джонс) — 4:18
9. «Fool for You Anyway» (Джонс) — 4:15
10. «I Need You» (Грэмм, Джонс) — 5:09
11. «Feels Like the First Time» [*/демоверсия] (Джонс) — 3:40
12. «Woman Oh Woman» [*/демоверсия] (Джонс) — 4:14
13. «At War With the World» [*/демоверсия] (Джонс) — 5:00
14. «Take Me to Your Leader» [*/демоверсия] (Джонс) — 3:40

* бонус-треки в переиздании 2002 года

## Участники записи
Foreigner:
- Лу Грэмм — вокал, перкуссии
- Мик Джонс — ритм- и соло-гитара, клавишные, бэк-вокал
- Иэн Макдональд — ритм-гитара, саксофон, труба, клавишные, бэк-вокал
- Эл Гринвуд — клавишные, синтезатор
- Эд Гальярди — бас-гитара, бэк-вокал
- Деннис Эллиотт — ударные, бэк-вокал

Приглашённые музыканты:
- Рик Сератт — клавишные
- Иэн Ллойд[англ.] — бэк-вокал

## Позиции в хит-парадах
| Хит-парад (1977) | Высшая позиция |
| ---------------- | -------------- |
| Billboard 200    | 4              |

| Хит-парад (1977)      | Позиция |
| --------------------- | ------- |
| Канада (RPM Year-End) | 36      |